# Sonja Fiedler-Tresp
Sonja Fiedler-Tresp, auch Sonja Fiedler (* 1972 in Braunschweig), ist eine deutsche Autorin, Übersetzerin und Lektorin.

## Leben
Fiedler-Tresp machte am Gymnasium Raabeschule in Braunschweig Abitur und absolvierte ein Studium der Germanistik und Pädagogik an der Otto-Friedrich-Universität Bamberg sowie der Universität Antwerpen. Sie arbeitete als Redakteurin in einem Kinderbuchverlag. Seit 2000 ist sie als freie Autorin, Lektorin und Übersetzerin tätig. Sie lebt in Neu-Ulm.
Fiedler-Tresp verfasst Texte für Bilderbücher und übersetzt Kinder- und Jugendliteratur aus dem Niederländischen, Englischen und Französischen ins Deutsche. Zusätzlich verfasste sie 2016 einen Ratgeber zum Thema "Haustausch".
Fiedler-Tresp ist Mitglied des Verbandes Deutschsprachiger Übersetzer Literarischer und Wissenschaftlicher Werke, des Verbandes der Freien Lektorinnen und Lektoren sowie des Netzwerkes „Bücherfrauen“.

## Werke (Auswahl)
- Der magische Steinkreis, Bindlach 2002
- Endlich ein Geschwisterchen!, Ravensburg 2003 (zusammen mit Clara Suetens)
- Ein Jahr auf dem Bauernhof, Hamburg 2003 (zusammen mit Guido Wandrey)
- Lesepiraten-Dinosauriergeschichten, Bindlach 2004
- Sag mal aaahh!, Hamburg 2004 (zusammen mit Sabine Kraushaar)
- Mama, Papa, ich und du, Hamburg 2005 (zusammen mit Sabine Kraushaar)
- Mein Kindergarten-Mitmach-Buch, Hamburg 2007 (zusammen mit Martina Leykamm)
- Wenn der Osterhase kommt, Hamburg 2007 (zusammen mit Katharina Bußhoff)
- Paul braucht keinen Schnuller mehr, München 2009 (zusammen mit Irmgard Paule)
- Paul geht schon aufs Klo, München 2009 (zusammen mit Irmgard Paule)
- Auf dem Bauernhof, München 2010 (zusammen mit Ursula Weller)
- Ich und du, München 2011 (zusammen mit Dorothea Cüppers)
- Luca fliegt in den Urlaub, München 2011 (zusammen mit Ursula Weller)
- Ich gehe zum Kinderarzt, München 2012 (zusammen mit Ulla Bartl)
- Wir fahren mit dem Zug, München 2013 (zusammen mit Irmgard Paule)
- Ich gehe in die Kinderkrippe, München 2014 (zusammen mit Barbara Jelenkovich)
- Wir machen Ferien auf dem Bauernhof, München 2014 (zusammen mit Ursula Weller)
- Eisenbahngeschichten, Hamburg 2015
- Jetzt bist du große Schwester, Hamburg 2018 (zusammen mit Miriam Cordes)

### Übersetzungen  (Auswahl)
- Alexandra Adornetto: Hades, Reinbek bei Hamburg 2012
- Alexandra Adornetto: Halo, Reinbek bei Hamburg 2012
- Alexandra Adornetto: Heaven, Reinbek bei Hamburg 2013
- Danielle Bakhuis: Nur 6 Sekunden, Würzburg 2016
- Annemarie Bon: Mette unter Verdacht, Hamburg 2007
- Burny Bos: Familie Maulwurf voll in Fahrt, Hamburg 2018
- Chris Bos: Club der verliebten Dichter, Hamburg 2003
- Caja Cazemier: Riskanter Chat, Hamburg 2008
- Caja Cazemier: Wo geht’s hier zur Liebe?, Hamburg 2009
- Lauren Conrad: L.A. candy, Stuttgart [u. a.] 2012
- Siobhan Curham: Shipwrecked, Stuttgart 2014
- Siobhan Curham: Captured, Stuttgart 2015
- Thalia Kalkipsakis: Silhouette, Stuttgart [u. a.] 2013
- Patrick Lagrou: Insel der Delfine, Hamburg
  - 1. Sturmwarnung, 2009
  - 2. Das Monster aus der Tiefe, 2010
  - 3. Der Fluch von Atlantis, 2010
  - 4. Das Piratenschiff, 2011
  - Inge Mischaert: Philomena sucht das Glück, Stuttgart, 2018
- Mirjam Mous: Ich wollte, es wäre gestern, Hamburg 2005
- Francine Oomen: Lena Liste, Frankfurt am Main 2006
- Francine Oomen: Lena Liste – 5 Geheimnisse und mehr, Frankfurt am Main 2009
- Francine Oomen: Lena Liste – 7 Schmetterlinge und mehr, Frankfurt am Main 2009
- Francine Oomen: Rosas schlimmste Jahre, Ravensburg
  - 2. Wie überlebe ich meinen dicken Hintern?, 2007
  - 3. Wie überlebe ich ein gebrochenes Herz?, 2008
  - 4. Wie überlebe ich mein Leben ohne dich?, 2008
  - 5. Wie überlebe ich meine durchgeknallten Eltern?, 2009
  - 6. Wie überlebe ich ohne Liebe?, 2009
  - 7. Wie überlebe ich ohne meine Freunde?, 2010
  - 8. Wie überlebe ich meinen Freund (und er mich)?, 2010
  - 9. Wie überlebe ich ohne Träume?, 2011
  - 10. Wie überlebe ich eine Reise in die weite Welt?, 2011
- Francine Oomen: Wie überlebe ich die Pubertät?, Ravensburg 2013
- Mary Pope Osborne: Altes Rom, Bindlach 2006
- Annejoke Smids: Piratenblut, Bindlach 2006
- Sylvia Vanden Heede: Und Gott machte die Welt, München 2011
- Marjolijn van der Velde: 70 grüne Smoothies, München 2015
- Mel Wallis de Vries: Eiskalte Küsse, Hamburg 2010
- Cécile Wijdenes: Verrückt nach Lily’s cupcakes, München 2014
- Remi Prieur, Melanie Vives:  Escape Game Kids - Alarmstufe Rot: Der Hackerangriff[2]